# Шегова Вас
Шегова Вас (словен. Šegova vas) — поселення в общині Лошкий Поток, регіон Південно-Східна Словенія, Словенія. Висота над рівнем моря: 719,8 м.